# Назорное
Назорное — село Ильинского района Ивановской области России, входит в состав Ильинского городского поселения.

## География
Расположено в 2 км на северо-восток от райцентра посёлка Ильинское-Хованское.

## История
Церковь в селе построена в 1809 году на месте деревянной с двумя престолами: Святой Живоначальной Троицы и св. Николая, кирпичные стены оштукатурены и покрашены с выделением побелкой рельефных деталей. В 1875 году была расширена трапезная, соединившая храм с высокой колокольней.
В конце XIX — начале XX село входило в состав Ильинской волости Ростовского уезда Ярославской губернии. 
С 1929 года село входило в состав Ильинского сельсовета Ильинского района, с 2005 года — в составе Ильинского городского поселения.

## Население
| 1859 | 1897 | 1914 | 2010 |
| ---- | ---- | ---- | ---- |
| 422  | ↗537 | ↘500 | ↘44  |

## Достопримечательности
В селе расположена действующая Церковь Троицы Живоначальной (1809).